# Labruyère, Côte-d'Or
Labruyère este o comună în departamentul Côte-d'Or, Franța. În 2009 avea o populație de 213 de locuitori.

## Evoluția populației
| An        | 1975 | 1982 | 1990 | 1999 | 2006 | 2009 |
| --------- | ---- | ---- | ---- | ---- | ---- | ---- |
| Populație | 162  | 146  | 174  | 167  | 198  | 213  |